# Кумська операція
Кумськая операція (23 листопада (5 грудня) — 9 (22) грудня 1915 року) — наступальна операція частин російського експедиційного кавалерійського корпусу в Північно-Західному Ірані в ході Перської кампанії Першої світової війни.
Здійснено одночасно з Хамаданською операцією ; для її проведення був утворений Кумський загін полковника І. Н. Колесникова в складі 1-го Запорізького і 1-го Горсько-Моздокського полків (1/2 батальйону, 6 сотень і 2 гармати). Метою операції було оволодіння містом Кумом, розташованим в 250 км на південь від бази корпусу в Казвіні і став головним центром німецької агентури на чолі з графом Георгом фон Каніц, а також резиденцією комітетів національної оборони і захисту ісламу, створеними демократичною фракцією меджлісу. Влаштувалися в місті противники шаха проголосили утворення національного уряду і випустили відозву із закликом до населення виступити проти офіційного уряду і військ Антанти.
Сили противника, розташовані в Кумі, оцінювалися в 2 тис. чол. при двох гарматах.
Виступивши з Казвін 23 листопада (5 грудня), Кумский загін, при якому до 8 (21) грудня перебував командир корпусу князь Н. Н. Баратов, до 3 (16) грудня підійшов до селища Лалекян, на захід від якого перебувало до трьох кінних і однієї пішої сотень противника. Розгромивши їх 4-5 (17-18) грудня, росіяни залишили частину сил в Лалекяне і вийшли до Сави, зайнятому двома тисячами найманців німецького консула. Місто було взято 7 (20) грудня, противник втік до Кум.
8 (21) грудня російські підійшли до Куму. Оскільки в місті перебували шановані шиїтські святині, Баратов викликав на переговори представників місцевого духовенства і губернатора Кумського остана, з якими домовився про порядок введення та розміщення військ.
Німецький консул, іранські парламентарії і 3 тис. жандармів бігли на південний схід в Кашан. 9 (22) грудня загін Колесникова вступив в Кум, тим самим забезпечивши Тегеран з півдня. Напередодні були отримані звістки про підготовку наступі загону противника на столицю, і Баратов віддав наказ Тегеранськоїму загону наступати на Рабат-Керім.
1-й Запорізький полк був залишений в Кумі для забезпечення спрямування на Ісфахан, а 1-й Горсько -Моздокський надалі зайняв Боруджерд в Лурестані, "з метою тримати в покорі могутнє плем'я лурів ".